# Julius Gutmann
Julius Gutmann (18. Juni 1889 in Andrichau, Bezirk Wadowice – 22. Oktober 1960 in New York City, Bundesstaat New York) war ein deutscher, später US-amerikanischer Opernsänger (Bass) und Gesangslehrer. Er musste aufgrund der Rassenpolitik des NS-Regimes 1934 Hamburg verlassen, wo er seit 1923 engagiert war.

## Leben
Julius Gutmanns Eltern waren Baruch Gutmann (1863–1950), Oberkantor und Komponist, und dessen Ehefrau Eleonore geb. Katzner (1856–1915). Julius Gutmann studierte in Berlin und war nacheinander als Ensemblemitglied an den Opernhäusern von Krefeld (Spielzeit 1916/17), Freiburg i. Br. (1919–1921), Duisburg (ab der Spielzeit 1921/22) und Hamburg (ab der Spielzeit 1923/24) verpflichtet. Parallel dazu gastierte er in Basel, Paris, Straßburg, Bremen, Kassel und Berlin. 
Während seines 11-jährigen Engagements am Hamburgischen Stadt-Theater (1923–1934) sang er eine Vielzahl großer Basspartien des Repertoires, u. a. Alberich, Kaspar in Der Freischütz, Kezal in Die verkaufte Braut, König Marke in Tristan und Isolde, Leporello in Don Giovanni, Ochs von Lerchenau in Der Rosenkavalier, Osmin in Die Entführung aus dem Serail und Rocco in Fidelio. Am 22. November 1927 war er in der zweiten Vorstellung an der Uraufführung von Ottorino Respighis Oper Die versunkene Glocke in der Rolle des Elementargeists Nickelmann beteiligt. 1929 wirkte er bei den Aufführungen von Richard Wagners Der Ring des Nibelungen am Théâtre des Champs-Élysées in Paris als Alberich mit. Nach der „Machtergreifung“ Hitlers und der NSDAP gab es für Julius Gutmann, obwohl als verdienstvolles Ensemblemitglied geschätzt, im Deutschen Reich keine künstlerische Zukunft mehr. Ende Februar 1934 beteiligte er sich mit Anna Ginzberg an einem Wohltätigkeitskonzert der Ostjüdischen Vereinigung Groß-Hamburg. Gegeben wurden hebräische und jiddische Lieder. Im Rahmen des Jüdischen Kulturbundes konnte er ebenfalls 1934 im Gabriel-Riesser-Saal noch in zwei Opern auftreten – in La serva padrona und in Bastien und Bastienne.
Am 28. Juni 1934 floh er mit seiner Frau und seinem Sohn in die Tschechoslowakei, die Tochter kam etwas später nach. Am 31. Juli 1934 wurde er aufgrund seiner jüdischen Herkunft auf Anordnung des Aufsichtsrates des Hamburger Stadt-Theaters mit sofortiger Wirkung zum 31. Juli 1934 zwangspensioniert, musste aber weiterhin Beiträge in die Pensionskasse einzahlen. Die ganze Einrichtung seiner Wohnung in der Testorpstraße 7, darunter ein Flügel und ein Notenschrank, war zurückgeblieben und ging verloren. In Prag wirkte er von 1934 bis 1938 am Deutschen Theater. Beispielsweise übernahm er die Rolle des Boris in der deutschsprachigen Erstaufführung von Schostakowitschs Oper Katerina Ismailowa. In Prag trat er als Osmin und Leporello, weiters in den Verdi-Partien Wurm und Großinquisitor sowie als Klingsor in Parsifal und als Falstaff in Otto Nicolais Oper Die lustigen Weiber von Windsor auf. 1935 gastierte er an der Wiener Staatsoper, wo er in zwei komischen Opern zu sehen war, als Kezal in Die verkaufte Braut und als van Bett in Zar und Zimmermann. 1936 gastierte er am Opernhaus Zürich, wo er den Boris in Katerina Ismailowa übernahm. Im August 1937 debütierte er am Teatro Colón in Buenos Aires. Dort sang er Rocco in Fidelio, Biterolf in Tannhäuser und Fritz Kothner in Die Meistersinger von Nürnberg, jeweils unter der musikalischen Leitung von Erich Kleiber.
Er engagierte sich auch politisch, beispielsweise bei einer Veranstaltung der Agitprop-Gruppe „Der Rote Stern“, geleitet von Kurt Barthel, für die Erzgebirgshilfe. Trotz seines Engagements am Deutschen Theater Prag und weiterer Auftrittsmöglichkeiten geriet Gutmann nach seiner Flucht in finanzielle Schwierigkeiten, seine Brüder mussten die Einzahlungen in die Pensionskasse der Hamburger Oper übernehmen. Mit Wirkung von Ende Oktober 1938 wurde Julius Gutmann ebenso wie andere Ensemblemitglieder vom Deutschen Theater entlassen, zeitgleich mit der sogenannten Sudetenkrise. Julius Gutmann und seine Frau, die bereits beide Kinder nach Amerika schicken hatten können, blieben vorerst in Prag. Bis März 1939 beteiligte sich Gutmann an den Proben einer Tschechischen Revue, die auf einer Tournee in Nord- und Südamerika hätte aufgeführt werden sollen. Der Einmarsch deutscher Truppen und die Errichtung des Protektorats Böhmen und Mähren beendete das Projekt. Im Frühjahr 1939 gastierte Gutmann noch gemeinsam mit Bruno Walter bei den Festspielen in Cannes.
Ein Gastspielangebot der Londoner Covent Garden Opera für Wagners Der Ring des Nibelungen im Mai 1939 ermöglichte Julius Gutmann und seiner Frau die Flucht nach Großbritannien. Wegen Schwierigkeiten mit seinem Pass versäumte Gutmann den Termin, das Ehepaar konnte aber am 18. Juni 1939 ausreisen. Die finanzielle Notlange spitzte sich im Exil noch zu und er beantragte die Auszahlung seiner Pension. Dies wurde verweigert. Mit verschiedenen Auftritten und mit Gesangsunterricht versuchte er mehr schlecht als recht den Lebensunterhalt zu verdienen. Seine Haupteinnahmen erzielte er als Gesangspädagoge, zu seinen Schülern zählte der später berühmte Tenor Peter Pears. Es sind jedoch auch noch eine Reihe von Auftritten dokumentiert, beispielsweise ein Arien- und Duettabend und Opernaufführungen des Freien Deutschen Kulturbundes in den Jahren 1940 und 1941 sowie Konzerte im Austrian Centre gemeinsam mit Georg Knepler und Ruth Bauer oder das Eröffnungskonzert zu einer Kulturkonferenz mit Schubert-Liedern im Jahr 1942. Julius Gutmann sang auch für die britischen Truppen.
Nach dem Ende des Zweiten Weltkriegs bemühte sich Gutmanns Sohn vergeblich, seinem Vater die Rückkehr an die Hamburgische Oper zu ermöglichen. Die Direktion führte einerseits sein Alter an und dass andererseits seine aktuellen stimmlichen Qualitäten nicht bekannt wären. Julius Gutmann und seine Frau emigrierten schließlich in die USA, um wieder mit den Kindern zusammenzukommen. In New York waren Gutmann und seine Frau zunächst auf Unterstützung einer jüdischen Organisation angewiesen. Er fand kein Engagement als Sänger mehr, konnte sich aber langsam als Gesangspädagoge etablieren. Zu seinen Schülern zählte u. a. die Sopranistin Adele Leigh. Anfang der 1950er Jahre arbeitete er auch am Henry Street Settlement sowie am Teachers College der Columbia University. Er wohnte zuletzt mit seiner Frau im Hotel Ansonia am Broadway. Ab 1950 erhielt er von der Hamburgischen Oper eine Pension, nach 1955 auch eine Rente der BRD auf Grundlage des Bundesergänzungsgesetzes.

## Familie
Am 16. September 1911 heiratete er in Dortmund Alice geb. Silbernagel (15. September 1896 – Januar 1973), die aus Magdeburg stammte. Das Paar hatte zwei Kinder:
- Leonora, auch Leonore, wurde am 18. Juni 1918 in Krefeld geboren. Sie besuchte die jüdische Haushaltsschule in Hamburg, ging 1934/1935 ins Exil in der Tschechoslowakei und 1939 in den USA. Sie heiratete Euripides Pappas und nahm seinen Namen an. Sie starb im Januar 2001 in Lexington (Ohio).
- Martin Julian wurde am 23. Dezember 1919 in Freiburg i. Br. geboren. Er emigrierte gemeinsam mit den Eltern 1934 nach Prag und 1937 allein in die Vereinigten Staaten. Er nannte sich fort Martin J. Gunter und wurde Neuropsychiater. Er starb am 6. März 1993 in Summit (Ohio).

Alle drei Brüder – Max, Simon und Wilhelm – wurden im Zuge der Shoah vom NS-Regime ermordet. Seine Schwester Betty Mahrer konnte rechtzeitig in die USA entkommen.